# Oliveira (Arcos de Valdevez)
Oliveira é uma povoação portuguesa sede da Freguesia de Oliveira do Município de Arcos de Valdevez, freguesia com 3,21 km² de área e 327 habitantes (censo de 2021), tendo, por isso, uma densidade populacional de 101,9 hab./km².

## Demografia
A população registada nos censos foi:
| Distribuição da População por Grupos Etários | Distribuição da População por Grupos Etários | Distribuição da População por Grupos Etários | Distribuição da População por Grupos Etários | Distribuição da População por Grupos Etários |
| -------------------------------------------- | -------------------------------------------- | -------------------------------------------- | -------------------------------------------- | -------------------------------------------- |
| Ano                                          | 0-14 Anos                                    | 15-24 Anos                                   | 25-64 Anos                                   | > 65 Anos                                    |
| 2001                                         | 49                                           | 45                                           | 188                                          | 87                                           |
| 2011                                         | 42                                           | 36                                           | 157                                          | 95                                           |
| 2021                                         | 48                                           | 28                                           | 166                                          | 85                                           |